# Mikhail Grigoryevich Yefremov
Mikhail Grigoryevich Yefremov (tiếng Nga: Михаи́л Григо́рьевич Ефре́мов; 27 tháng 2 năm 1897 - 19 tháng 4 năm 1942) là một chỉ huy quân sự của Liên Xô. Ông tham gia Cách mạng Tháng Mười, gia nhập Đảng Bolshevik năm 1919, và trở thành tư lệnh sư đoàn năm 1921. Ông cũng trở thành cố vấn quân sự cho Chính phủ Quốc dân Trung Hoa Dân quốc vào năm 1928. Trong Thế chiến thứ hai, ông chỉ huy Phương diện quân Trung Tâm vào tháng 8 năm 1941 và Tập đoàn quân 33 từ tháng 10 năm 1941.
Đầu tháng 12 năm 1941, Đại tướng Zhukov giao cho trung tướng Yefremov chỉ huy một đơn vị đột kích với lực lượng khoảng 120 xe tăng, một lữ đoàn súng trường, một trung đoàn NKVD và hai tiểu đoàn trượt tuyết. Nhiệm vụ thành công, khi mũi đột kích của Yefremov đã buộc đơn vị tấn công của Đức ngày 3 đến 5 tháng 12 phải rút lui. Sau khi loại bỏ được mũi đột phá Narofominsk trong cuộc phản công gần Moskva bắt đầu vào ngày 6 tháng 12 năm 1941, Tập đoàn quân 33 đã giải phóng hoàn toàn Naro-Fominsk vào ngày 26 tháng 12 năm 1942 - Borovsk và ngày 19 tháng 1 - Vereya.
Trong chiến dịch Rzhev-Vyazma, cuộc tấn công của quân Phương diện quân Tây (Tập đoàn quân 33, Quân đoàn kỵ binh cận vệ 1 và Quân đoàn dù 4) vào Vyazma bắt đầu vào ngày 26 tháng 1 với sự phối hợp của Quân đoàn kỵ binh 11 của Phương diện quân Kalinin, đã không thành công. Quân Đức phản công mạnh vào các tập đoàn quân 33, 39 và 29 đang hành tiến, buộc Hồng quân phải vào thế phòng thủ vào đầu tháng Hai. Bị quân Đức cắt đứt với các đơn vị còn lại, ông đã chỉ huy đơn vị hoạt động ở hậu phương Đức bên cạnh quân đoàn kỵ binh của tướng Belov và các nhóm du kích Liên Xô. Họ được tiếp tế bằng đường hàng không cho đến tháng 4 khi được lệnh phá được vây và liên kết với các lực lượng chính của Liên Xô. Zhukov lệnh cho Yefremov dẫn quân đột phá và đi về hướng Kirov, song Yefremov nhận thấy tuyến đường này dài tới 130 nên quyết định đi một tuyến đường ngắn hơn. Song, đơn vị của ông bị quân Đức phát hiện và bị bao vây. Tập đoàn quân 33 đã chiến đấu mệt mỏi, thiếu lương thực và hầu như không có đạn dược đã làm suy yếu quân đội. Mặc dù đã xin viện binh, song ngày 2 tháng 2 năm 1942 do Zhukov rút Sư đoàn súng trường cận vệ 9 của Thiếu tướng A.P. Beloborodov (khoảng 10 nghìn tay súng) khỏi tuyến chính chi viện cho Efremov và chuyển giao cho Tập đoàn quân 43, quân Đức đã có cơ hội tiêu diệt Tập đoàn quân 33.Bộ chỉ huy tập đoàn quân sa vào trận địa phục kích của quân Đức. Tập đoàn quân 33 gần như bị tiêu diệt. Yefremov bị thương vào lưng và ông đã tự sát để tránh bị quân Đức bắt làm tù binh. Cùng với Yefremov, chỉ huy pháo binh của tập đoàn quân 33 là Thiếu tướng Pyotr Ofrosimov và gần như toàn bộ cơ quan đầu não của quân đội đã thiệt mạng. Các nhà nghiên cứu hiện đại ghi nhận báo cáo có độ tin cậy cao của các quân nhân: “Cả lời khai của những người sống sót, cũng như các tài liệu thu giữ từ quân Đức đều không tiết lộ một sự thật nào về việc đầu hàng tập thể. Họ đã không bỏ cuộc cho đến người cuối cùng”..
Thi thể của Efremov được quân Đức tìm thấy. Kính trọng sâu sắc đối với vị tướng dũng cảm, quân Đức đã chôn cất ông với nghi lễ quân sự tại làng Slobodka vào ngày 19 tháng 4 năm 1942. Sư đoàn bộ binh 268 của Quân đoàn 12 đã ghi lại vị trí vị tướng qua đời trên bản đồ, bản báo cáo đến tay người Mỹ sau chiến tranh và hiện vẫn còn trong kho lưu trữ của NARA. Theo lời khai của trung tướng Yuri Ryabov (cựu binh của Tập đoàn quân 33), thi thể của vị chỉ huy này đã được đưa lên cột, nhưng tướng Đức yêu cầu chuyển ông này lên cáng. Tại lễ tang, ông ta ra lệnh phơi bày các tù binh của quân đội Efremov trước mặt binh lính Đức và nói: "Hãy chiến đấu cho nước Đức như Efremov đã chiến đấu cho nước Nga". Sau khi ngôi làng được giải phóng khỏi quân Đức vào tháng 3 năm 1943, một ngôi mộ với ngôi sao đỏ xây trang trong. Trong cuộc khai quật năm 1943, một chiếc khuy măng sét bằng vàng đã được phát hiện trên di hài của tướng mà người Đức không chạm vào. Nó được giữ trong một thời gian dài như một vật gia truyền cho đến khi nó được chuyển đến bảo tàng.
Năm 1943, di hài của Mikhail Efremov đã được cải táng long trọng tại thành phố Vyazma tại nghĩa trang Catherine. Năm 1946, trên một trong những quảng trường của Vyazma, một tượng đài Yefremov do nhà điêu khắc Yevgeny Vuchetich thực hiện đã được dựng lên.
Yefremov đã được trao tặng Huân chương Cờ đỏ.

## Lược sử quân hàm
- Sư đoàn trưởng (Комдив) (20.11.1935)[10]
- Quân đoàn trưởng (Комкор) (8.06.1937)
- Tư lệnh Tập đoàn quân bậc 2 (Командарм 2-го ранга) (5.12.1939)
- Trung tướng (Генерал-лейтенант) (4.06.1940)[11].